# 2002 nos jogos eletrônicos
Esta é uma página que reúne acontecimentos na área de jogos eletrônicos no ano de 2002.

## Jogos lançados

### GameCube
- 2002 FIFA World Cup
- Animal Crossing
- Medal Of Honor Frontline
- Need For Speed Hot Pursuit 2
- Super Mario Sunshine[1]

### PlayStation 2
- 2002 FIFA World Cup
- F1 2002
- Ferrari F355 Challenge
- FIFA Soccer 2003
- Grand Theft Auto: Vice City
- Hitman 2 Silent Assassin
- Kingdom Hearts
- Marvel Vs Capcom 2
- Medal Of Honor Frontline
- Need For Speed Hot Pursuit 2
- Madden NFL 2003
- NBA 2K3
- NBA Live 2003
- NCAA Football 2003
- NFL 2K3
- NHL 2K3
- NHL 2003
- Red Faction II
- Rocky
- Shinobi
- Shox
- Stuntman
- Tekken 4
- Tiger Woods PGA Tour 2003
- TimeSplitters 2
- Tom Clancy's Ghost Recon
- V-Rally 3

### Game Boy Advance
- Super Mario World: Super Mario Advance 2